# 오리탕
오리탕은 한국 요리 중 탕 요리로서, 오리를 다양한 채소와 함께 끓인 음식이다. 조리법은 지역과 기호에 따라 다양하지만, 기본적으로 오리탕은 맑은 국물 음식이다. 매운탕처럼 고춧가루가 들어가 얼큰한 맛이 나는 오리탕도 있다. 또한, 들깻가루를 넣어 국물이 걸쭉한 오리탕도 있다.
오리탕은 경기도와 전라남도, 특히 광주광역시의 향토음식이다. 광주 북구에 위치한 유동 골목에는 오리탕을 판매하는 음식점이 20여개 위치하고 있다.

## 같이 보기
- 삼계탕
- 탕
- 한국 요리